# (35162) 1993 OE2
1993 أو إي 2 (ويعرف أيضًا باسم (35162) 1993 أو إي 2 وفق تسمية الكوكب الصغير) (بالإنجليزية: 1993 OE2)‏ هو كويكب ضمن حزام الكويكبات؛ وترتيبه 35162 من حيث الاكتشاف.
اكتُشف هذا الجُرم الفلكي بواسطة إيريك والتر إلست في 20 يوليو 1993.

## وصلات خارجية
- (35162) 1993 OE2 في قاعدة بيانات مختبر الدفع النفاث لأجرام النظام الشمسي الصغيرة

- الاكتشاف · مخطط المدار ·  العناصر المدارية · المعلمات المادية

- (35162) 1993 OE2 على موقع ويكي سكاي: DSS2, SDSS, GALEX, IRAS, Hydrogen α, X-Ray, Astrophoto, Sky Map, Articles and images